# Verdi Svizzeri
I Verdi Svizzeri, già Partito Ecologista Svizzero (I Verdi) (in tedesco: Grüne Schweiz; in francese: Les Vert-e-s suisses; in romancio: Verda svizra) sono un partito politico verde
svizzero.
Aderiscono al Partito Verde Europeo.

## Storia
Negli anni '70 vennero fondati vari movimenti ecologisti: Movimento popolare per l'ambiente (Neuchâtel) 1971; Movimento per l'ambiente del Vaud, poi Raggruppamento per l'ambiente (Vaud) 1973; Partito Verde (Zurigo) 1979.
Nell'ottobre del 1979 i Verdi eleggono, con Daniel Brélaz del canton Vaud, il loro primo deputato federale. Egli è anche il primo verde ad essere eletto in un parlamento nazionale a livello mondiale. Successivamente è stato anche sindaco di Losanna.
Nel 1983 nacquero due formazioni di rilievo federale: la Federazione dei partiti ecologisti di Svizzera (FPES), centrista, e Alternativa Verde Svizzera, di sinistra, presente soprattutto nella Svizzera tedesca.
Tra il 1983 ed il 1986 quattro partiti cantonali si riunirono con la FPES che divenne il Partito Ecologista Svizzero. Tra il 1988 ed il 1991 vi furono vari tentativi di fusione tra il PES e l'Alternativa, culminati con il passaggio di alcuni partiti cantonali dall'Alternativa al PES.
Nel 1983 i Verdi, che confluiranno nel PES, ottennero 4 seggi, passati a 11 nel 1987. Nel 1991 il PES ottenne 14 seggi, che però scesero a 8 nel 1995. Alle elezioni federali del 1999 il PES ottenne 10 seggi. Nel 2003 i Verdi passano a 12 seggi. Nel 2007 crescono ancora e ottengono, a Ginevra e nel Canton Vaud, i primi due Consiglieri agli Stati, e alle elezioni federali il 9,6% dei consensi e 20 seggi. Alle politiche del 2011, però i Verdi vedono calare i propri consensi all'8,4% e a 15 seggi, anche grazie alla buona affermazione del Partito Verde Liberale della Svizzera, che passa dall'1,4 al 5,4%.
Al gruppo parlamentare Verde era iscritto dal 1995 al 2011 anche l'unico deputato del Partito Cristiano Sociale, il quale però non è stato più rieletto. 

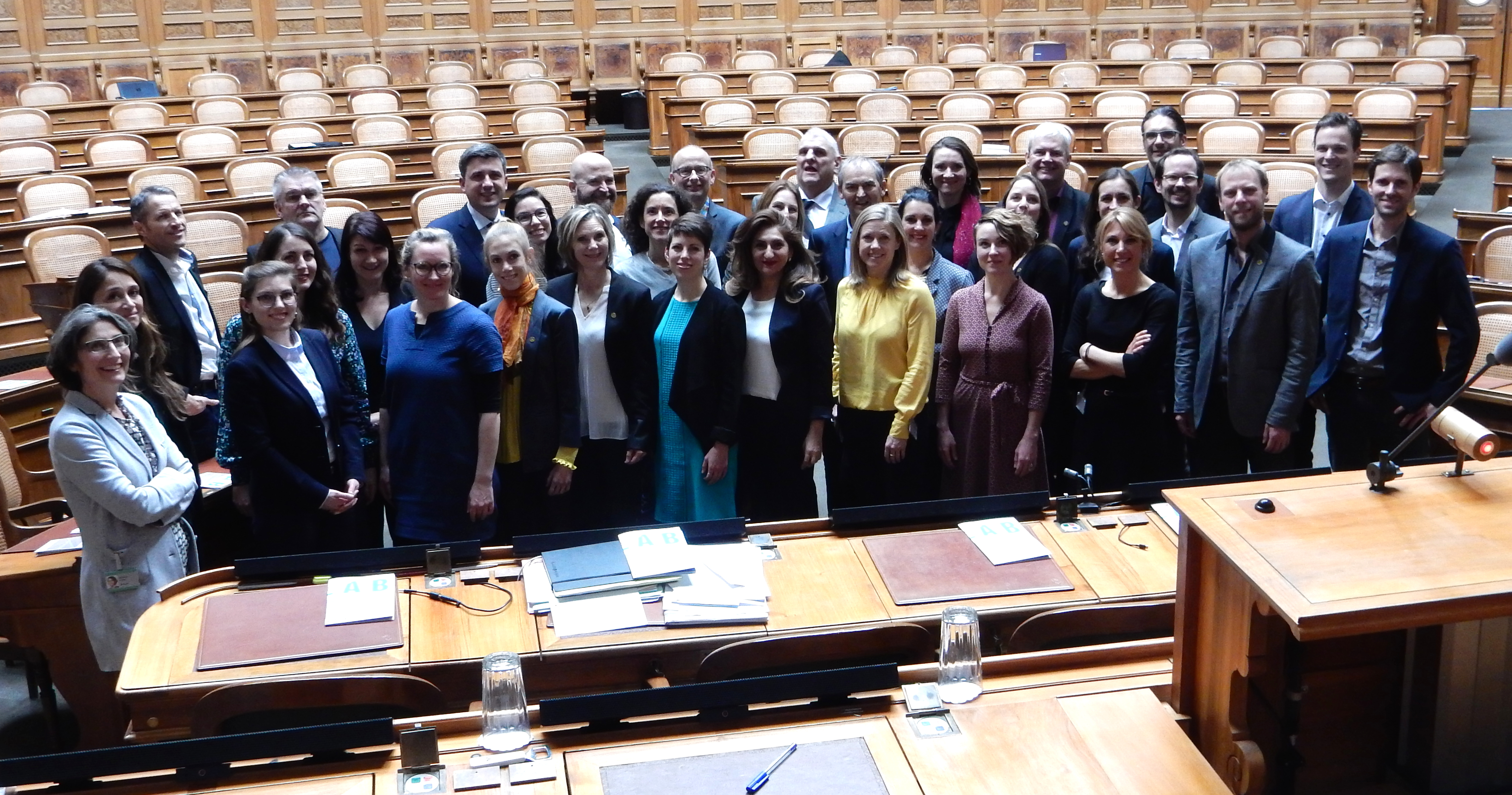
Il gruppo politico verde a seguito delle elezioni federali del 2019

Risultati dei Verdi alle elezioni del Consiglio nazionale del 2019.

I Verdi svizzeri sono di gran lunga il partito con più seggi all'Assemblea Nazionale non rappresentato in Consiglio federale. Dal 1999 il partito reclama un seggio nell'esecutivo elvetico all'interno di una coalizione di centro-sinistra, ma senza successo.
Dopo le elezioni federali del 2019, in cui i Verdi ottennero il 13,2% dei consensi, il gruppo politico verde decise di candidare la propria presidente Regula Rytz al Consiglio federale. La candidata non ha ottenuto però il numero di consensi necessari per essere eletta da parte dell'Assemblea federale.

## Presidenti
- 1983–1985: Laurent Rebeaud (Ginevra)
- 1987–1990: Peter Schmid (Turgovia)
- 1995–1997: Hanspeter Thür (Argovia)
- 1997–2001: Ruedi Baumann (Berna)
- 2001–2003: Ruth Genner (Zurigo) e Patrice Mugny (Ginevra)
- 2002–2008: Ruth Genner (Zurigo)
- 2008–2012: Ueli Leuenberger (Ginevra)
- 2012–2016: Adèle Thorens Goumaz (Vaud) et Regula Rytz (Berna)
- 2016–2020: Regula Rytz (Berna)
- 2020–2024: Balthasar Glättli (Zurigo)
- 2024– ... : Lisa Mazzone (Ginevra)

## Risultati elettorali
I Verdi dal 1983, quando è stato fondato il partito svizzero, hanno conseguito i seguenti risultati:
| Anno | %     | Consiglieri nazionali | Consiglieri agli Stati |
| ---- | ----- | --------------------- | ---------------------- |
| 2019 | 13.2% | 28                    | 5                      |
| 2015 | 7.1%  | 11                    | 1                      |
| 2011 | 8.4%  | 15                    | 2                      |
| 2007 | 9.6 % | 20                    | 2                      |
| 2003 | 7.4 % | 12                    | -                      |
| 1999 | 5.0 % | 8                     | -                      |
| 1995 | 5.0 % | 8                     | -                      |
| 1991 | 6.1%  | 14                    | -                      |
| 1987 | 4.9%  | 9                     | -                      |
| 1983 | 1.9 % | 3                     | -                      |